# Рона Мітра

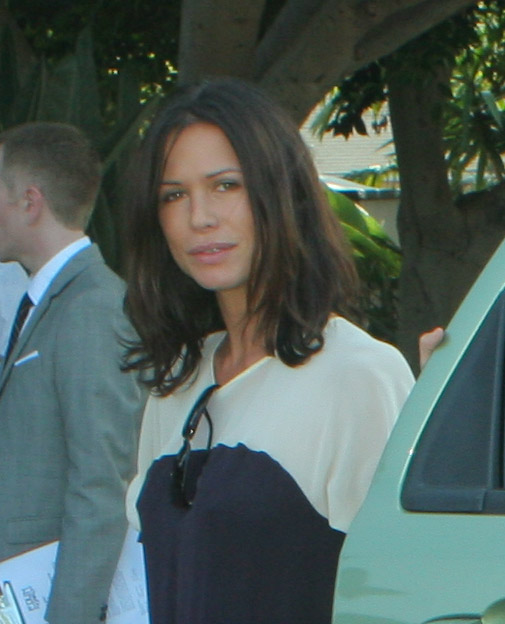
Мітра в 2007

Рона Наташа Мітра (англ. Rhona Natasha Mitra; нар. 9 серпня 1976, Лондон, Велика Британія) — британська акторка, модель, співачка й авторка пісень.

## Біографія
Народилась у сім'ї хірурга індійсько-англійського походження Антонія і ірландки Нори Мітри, які розлучилися в 1984 році. 

### Кар'єра
Починала з невеликих ролей на телебаченні і як ведуча телешоу.
У 1997 році Мітра виступила моделлю героїні культової серії комп'ютерних ігор Tomb Raider шукачкою пригод Ларою Крофт. У проміжках вона брала уроки акторської майстерності, головної героїні серії відеоігор Tomb Raider від Eidos Interactive, перш ніж Анджеліна Джолі виконала цю роль у двох фільмах про розкрадачку гробниць (2001-2003).
У 1999 Мітра видала музичний альбом «Lara Croft: Female Icon» під керівництвом продюсера Девіда Стюарта.
Виконала невелику роль у фільмі «Беовульф». Її першою головною роллю стала незаконна коханка Скотта Вульфа у фільмі «Нас п'ятеро».
У 2000 році Мітра зіграла невелику роль у фільмі «Невидимка» в ролі сусідки, яку зґвалтував герой Кевіна Бейкона. Вона зіграла головну роль у медичній драмі «Перехрестя Гедеона», в якій зіграла Алехандру «Оллі» Кляйн. Потім Мітра зіграла ролі у фільмах «Алі Джи Індахаус», «Милий дім Алабама», «Застряг на тобі», а також головні ролі у серіалах «Розбійники» та «Спартак».
Мітра з'явилася у фінальному сезоні серіалу «Практика» в ролі Тари Вілсон і продовжила грати цю роль у спін-оффі «Бостонський юрист» з Джеймсом Спейдером, але залишила серіал невдовзі після другого сезону.
Мітра посіла 46-те місце у списку 100 найкращих жінок 2001 року за версією журналу Maxim Hot 100 Women.
У 2005 році Мітра зіграла роль Кіт Макгроу в третьому сезоні серіалу «Підтяжки». Потім Мітра знімалася у серіалах «Вовки-оборотні», «Число 23» та «Стрілець».
У 2008 році Мітра виконала головну роль у науково-фантастичному бойовику «Судний день» - майорки Іден Сінклер (іноді в деяких базах даних її помилково називають Керін Петерсон), а в 2009 році продовжила зніматися у фільмі «Потойбічний світ»: Повстання ліканів» у ролі Соні, доньки могутнього вампіра-старійшини Віктора (Білл Ная). Також з'явилася в трьох епізодах “Зоряних воріт Всесвіту” в ролі командира Ківи.
Знялася у трилері Андерса Андерсона «Викрадена» 2010 року разом з Джошем Лукасом, Джоном Геммом і Джеймсом Ван Дер Біком. Зобразила Клер Редкліфф у надприродному серіалі «Брама» 2010 року на каналі ABC.
Зіграла майорку Рейчел Далтон у серіалі «Удар у відповідь» на каналі Cinemax: Проект «Помста», замінивши Аманду Мілінг.
У 2014 і 2015 роках зіграла Рейчел Скотт у перших двох сезонах постапокаліптичного телесеріалу Майкла Бея «Останній корабель» .
У 2017 році втілила Шарлотту в четвертому сезоні серіалу «Штам».
У 2018 році Мітра отримала роль Мерсі Грейвс у телесеріалі «Супердівчина» на каналі CW.
У 2020 році Мітра знялася в науково-фантастичному фільмі «Творець» у ролі Сімони. Вона також знялася в науково-фантастичному фільмі «Скайлайн 3» в ролі доктора Мал.

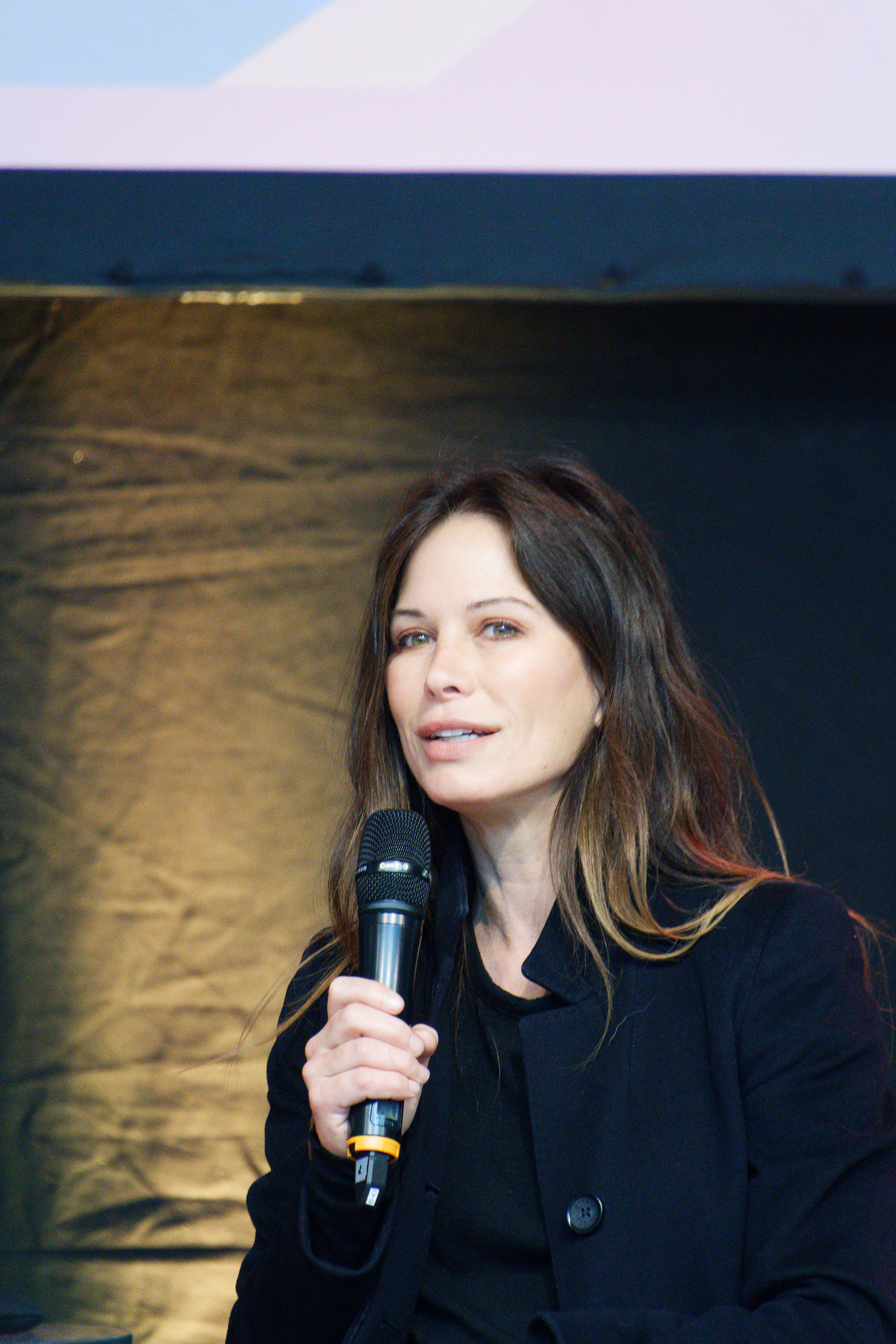
Мітра у 2023 році на Comic Con Germany

У 2023 році приєдналася до фільму «Пси війни» разом з Френком Ґрілло та історичного фільму «В'язні раю». Вона також знялася в головній ролі у науково-фантастичному фільмі «Експеримент» разом з Фамке Янссен і Стефані Мартіні, де вона грає капітана Еву Стоун.

## Фільмографія

### Фільми
- 1998: Круп'є / Croupier — дівчина з косяком
- 1999: Беовульф / Beowulf — Кіра
- 2000: Невидимка / Hollow Man — сусідка Себастьяна
- 2000: Прибрати Картера / Get Carter — Жеральдін
- 2002: Алі Джі в парламенті / Ali G Indahouse — Кейт Хеджес
- 2002: Стильна штучка / Sweet Home Alabama — Табата
- 2003: Застряг у тобі / Stuck on You — дівчина на зупинці
- 2003: Життя Девіда Гейла / The Life of David Gale — Берліні
- 2004: Розбійники / Highwaymen — Моллі Пул
- 2006: Вовки-перевертні / Skinwalkers — Рейчел Талбот
- 2007: Рокове число 23 / The Number 23 — Лора Толлінз
- 2007: Стрілець / Shooter — Алурдес Ґаліндо
- 2008: Судний день / Doomsday — Іден Сінклер
- 2009: Інший світ: Повстання ліканів / Underworld: Rise of the Lycans — Соня
- 2014: Лофт / The Loft - Елісон Вановен
- 2018: Гру закінчено, чуваче! / Game Over, Man! - Ерма
- 2018: Бій / The Fight - Аманда Чедвік
- 2020: Творець / Archive — Сімона
- 2020: Скайлайн 3 / Skylines - д-р Мел
- 2022: Інший я / The Other Me - Марта
- 2024: Земля Тіней / Shadow Land - Рейчел Доннелли
- 2024: Собаки війни - Hounds of War - Катерина Муріно

### Серіали
- 2000-01: Переправа Гедеона / Gideon's Crossing — Алехандра Оллі Кляйн, 20 епізодів
- 2003-04: Практика / The Practice — Алан Шор, 22 епізоди
- 2004: Спартак / Spartacus — Варінія, 2 епізоди
- 2004: Юристи Бостона / Boston Legal — Тара Вілсон, 20 епізодів
- 2005: Частини тіла / Nip/Tuck — Кіт Макгроу, 5 епізодів
- 2010: Зоряна брама: Всесвіт / Stargate Universe — Командир Ківа, 3 епізоди
- 2010: Брама / The Gates — Клер Редкліфф, 13 епізодів
- 2012-13: Удар у відповідь / Strike Back — Рейчел Далтон, 14 епізодів
- 2014-15: Останній корабель / The Last Ship — доктор Рейчел Скотт, 23 епізоди
- 2017: Штам / The Strain — Шарлотта, 4 епізоди
- 2018: Супердівчина / Supergirl — Мерсі Грейвс, 4 епізоди